# Прогар
Прогар је насеље у градској општини Сурчин, у граду Београду. Према попису из 2022. било је 1387 становника.
Прогар је најзападније насеље територије града Београда, уједно и најзападније насеље градске општине Сурчин. Има око 1500 становника. Ту су амбуланта, основна школа, црква, као и стара породична кућа Аћимовића у Прогару.
У Прогару се налази лепо купалиште на реци Сави-такозвана Тарзан плажа. Поред купалишта на реци, напоменули бисмо и богату флору и фауну којом обилују Бојчинска шума, шума Црни Луг и околина реке.
Аутобуски саобраћај са Београдом се остварује линијом 605 (Прогар — Бољевци — Блок 45)

## Историја
Материјални докази указују да су ови простори били насељени још у најстарија времена. Утврђено је да се на простору данашњег центра налазила римска некропола из периода касне антике, али и да се на овом простору живело током читавог средњег века. Почетком VI века овај простор насељавају Словени. Прогар је формиран у време најезде Турака 1521. године, кад је српско становништво, бежећи преко Саве, на месту старог спаљеног села основало насеље. У турском попису 1546. забележено је под именом Живач. Први пут под данашњим именом помиње се 1716. године, када потпада под аустроугарску власт, а 1739. године постаје део Војне границе.
У Прогару се налази археолошки локалитет Прогарски виногради.
Православни храм је изграђен 1799. године и посвећен је Св. Арханђелу Гаврилу (слави се 26. јула). Током Првог и Другог светског рата храм је претрпео знатна оштећења, али је брзо обнављан прилозима грађана.
Помиње се да је школа у Прогару почела са радом 1760. године, али први забележени подаци о ученицима датирају тек из 1802. године. Током XIX века радила је у тешким условима.
Осам младића из Прогара је страдало при покушају преласка набујале Саве, увече 25. децембра 1937. - седморица су се утопила, један је накнадно умро од промрзлина.
По избијању Другог светског рата, дошло је до прекида рада основне школе. Прекид је трајао до школске 1942. године, када је ђацима српске националности наметнут програм усташке Независне Државе Хрватске. У село су тада стигли и учитељи — Хрвати, који су те године држали наставу према свом програму.
Тада долази до једног новог момента. У Прогару почиње да се активно развија народно-ослободилачка борба. До краја 1942. године из села је преко стотину младића и девојака отишло у партизанске јединице.
Партизани у село улазе илегално, најчешће ноћу и већ те године у селу и околини изводе оружане акције. Село је током 1943. године постаје слободно од фашистичке власти, повлачи се усташка жандармерија, а с њом и учитељи.
Са школском 1943/44. годином, према одлуци Окружног НО одбора за Срем започиње са радом Партизанска основна школа с првим партизанским учитељем Живком Пуцаревићем Учом. Долазило је до повремених прекида наставе због изненадног упада фашиста у село. У партизанској школи се радило на описмењавању неписмених мештана, припремани су позоришни комади и скечеви.
По одлуци Општине Земун основна школа "Јован Поповић" из Прогара се интегрисала са основном школом "Бранко Радичевић" из Бољеваца и од тада носи то име, а 1974. године је изграђена нова школска зграда.

## Демографија
У насељу Прогар живи 1156 пунолетних становника, а просечна старост становништва износи 40,1 година (39,0 код мушкараца и 41,2 код жена). У насељу има 445 домаћинстава, а просечан број чланова по домаћинству је 3,27.
Ово насеље је великим делом насељено Србима (према попису из 2002. године).
|  |

| Демографија | Демографија | Демографија |
| Година      | Становника  | Становника  |
| ----------- | ----------- | ----------- |
| 1948.       | 1.354       |             |
| 1953.       | 1.267       |             |
| 1961.       | 1.354       |             |
| 1971.       | 1.239       |             |
| 1981.       | 1.367       |             |
| 1991.       | 1.457       | 1.381       |
| 2002.       | 1.455       | 1.524       |

| Етнички састав према попису из 2002.‍ | Етнички састав према попису из 2002.‍ | Етнички састав према попису из 2002.‍ | Етнички састав према попису из 2002.‍ | Етнички састав према попису из 2002.‍ |
| ------------------------------------ | ------------------------------------ | ------------------------------------ | ------------------------------------ | ------------------------------------ |
|                                      |                                      |                                      |                                      |                                      |
| Срби                                 | Срби                                 |                                      | 1.381                                | 94,91%                               |
| Југословени                          | Југословени                          |                                      | 9                                    | 0,61%                                |
| Хрвати                               | Хрвати                               |                                      | 8                                    | 0,54%                                |
| Мађари                               | Мађари                               |                                      | 8                                    | 0,54%                                |
| Словаци                              | Словаци                              |                                      | 5                                    | 0,34%                                |
| Роми                                 | Роми                                 |                                      | 3                                    | 0,20%                                |
| Црногорци                            | Црногорци                            |                                      | 2                                    | 0,13%                                |
| Македонци                            | Македонци                            |                                      | 2                                    | 0,13%                                |
| Словенци                             | Словенци                             |                                      | 1                                    | 0,06%                                |
| Русини                               | Русини                               |                                      | 1                                    | 0,06%                                |
| Румуни                               | Румуни                               |                                      | 1                                    | 0,06%                                |
| Немци                                | Немци                                |                                      | 1                                    | 0,06%                                |
| непознато                            | непознато                            |                                      | 16                                   | 1,09%                                |

| Година пописа     | 1948. | 1953. | 1961. | 1971. | 1981. | 1991. | 2002. |
| ----------------- | ----- | ----- | ----- | ----- | ----- | ----- | ----- |
| Број домаћинстава | 302   | 327   | 363   | 361   | 415   | 423   | 445   |

| Број чланова      | 1  | 2   | 3  | 4   | 5  | 6  | 7 | 8 | 9 | 10 и више | Просек |
| ----------------- | -- | --- | -- | --- | -- | -- | - | - | - | --------- | ------ |
| Број домаћинстава | 72 | 104 | 62 | 112 | 52 | 29 | 9 | 3 | 1 | 1         | 3,27   |

| Пол    | Укупно | Неожењен/Неудата | Ожењен/Удата | Удовац/Удовица | Разведен/Разведена | Непознато |
| ------ | ------ | ---------------- | ------------ | -------------- | ------------------ | --------- |
| Мушки  | 616    | 186              | 384          | 36             | 10                 | 0         |
| Женски | 608    | 114              | 379          | 99             | 14                 | 2         |
| УКУПНО | 1.224  | 300              | 763          | 135            | 24                 | 2         |

| Пол    | Укупно                    | Пољопривреда, лов и шумарство | Рибарство                            | Вађење руде и камена | Прерађивачка индустрија       |
| ------ | ------------------------- | ----------------------------- | ------------------------------------ | -------------------- | ----------------------------- |
| Мушки  | 285                       | 64                            | 1                                    | 0                    | 78                            |
| Женски | 169                       | 21                            | 0                                    | 0                    | 43                            |
| УКУПНО | 454                       | 85                            | 1                                    | 0                    | 121                           |
| Пол    | Производња и снабдевање   | Грађевинарство                | Трговина                             | Хотели и ресторани   | Саобраћај, складиштење и везе |
| Мушки  | 35                        | 21                            | 27                                   | 1                    | 15                            |
| Женски | 1                         | 2                             | 26                                   | 8                    | 4                             |
| УКУПНО | 36                        | 23                            | 53                                   | 9                    | 19                            |
| Пол    | Финансијско посредовање   | Некретнине                    | Државна управа и одбрана             | Образовање           | Здравствени и социјални рад   |
| Мушки  | 0                         | 11                            | 10                                   | 4                    | 5                             |
| Женски | 2                         | 8                             | 8                                    | 11                   | 28                            |
| УКУПНО | 2                         | 19                            | 18                                   | 15                   | 33                            |
| Пол    | Остале услужне активности | Приватна домаћинства          | Екстериторијалне организације и тела | Непознато            | Непознато                     |
| Мушки  | 8                         | 0                             | 0                                    | 5                    | 5                             |
| Женски | 5                         | 1                             | 0                                    | 1                    | 1                             |
| УКУПНО | 13                        | 1                             | 0                                    | 6                    | 6                             |